# Pluty (gromada)
Pluty – dawna gromada, czyli najmniejsza jednostka podziału terytorialnego Polskiej Rzeczypospolitej Ludowej w latach 1954–1972.
Gromady, z gromadzkimi radami narodowymi (GRN) jako organami władzy najniższego stopnia na wsi, funkcjonowały od reformy reorganizującej administrację wiejską przeprowadzonej jesienią 1954 do momentu ich zniesienia z dniem 1 stycznia 1973, tym samym wypierając organizację gminną w latach 1954–1972.
Gromadę Pluty z siedzibą GRN w Plutach utworzono – jako jedną z 8759 gromad na obszarze Polski – w powiecie braniewskim w woj. olsztyńskim na mocy uchwały nr 11 WRN w Olsztynie z dnia 4 października 1954. W skład jednostki weszły obszary dotychczasowych gromad Pluty, Glądy, Łoźnik i Wopy ze zniesionej gminy Lechowo w tymże powiecie. Dla gromady ustalono 10 członków gromadzkiej rady narodowej.
1 stycznia 1955 gromadę Pluty włączono do powiatu iławeckiego w tymże województwie.
1 stycznia 1958 do gromady Pluty włączono wieś Dobrzynka oraz PGR Okopek ze zniesionej gromady Grotowo w tymże powiecie.
1 stycznia 1959 powiat iławecki przemianowano na powiat górowski.
31 grudnia 1961, w związku ze zniesieniem powiatu górowskiego, gromada weszła w skład powiatu bartoszyckiego w tymże województwie.
31 grudnia 1967 do gromady Pluty włączono grunty PGR Włodkowo wchodzące w obręb wsi Dobrzynka oraz PGR Okopek (razem 290 ha) z gromady Bukowiec w tymże powiecie.
30 czerwca 1968 do gromady Pluty włączono wieś Zięby oraz kolonie Reszkowo, Grądzki Młyn i Papiernia ze zniesionej gromady Bukowiec w tymże powiecie.
Gromadę zniesiono 22 grudnia 1971, a jej obszar włączono do gromad Górowo Iławeckie (miejscowości Reszkowo i Zięby) i Kandyty (miejscowości Biernaty, Nick i Zdrojek) w powiecie bartoszyckim oraz (formalnie 1 stycznia 1972) do gromady Pieniężno  w powiecie braniewskim (wsie Glądy, Jeziorko, Kowale, Lubianka, Łoźnik, Pawły, Pełty, Pluty i Wopy).